# Apollo e Dafne (Händel)
Apollo e Dafne (La terra è liberata), HWV 122, és una cantata secular composta per Georg Friedrich Händel entre 1709 i 1710. Es basa en el mite d'Apol·lo i Dafne. Händel va començar l'obra a Venècia en 1709, però la va acabar a Hannover poc després d'arribar el 1710 quan va assumir el càrrec de mestre de capella (Kapellmeister) de l'Elector, que posteriorment seria el rei Jordi I de la Gran Bretanya. L'obra és una de les cantates més ambicioses de Händel, i és indicativa de la brillant carrera operística que desenvoluparia en els següents 30 anys de vida.
S'ha perdut l'obertura original de l'obra i, generalment, s'interpreta una altra obra instrumental de l'autor. La instrumentació de la cantata és brillant doncs Händel afegeix una flauta, un parell d'oboès i un fagot a la corda habitual. Hi ha només dos personatges: Apol·lo (Apollo) –interpretada per un baix–, i Dafne (Daphne) –interpretada per una soprano–; no hi ha cap cor. La interpretació de l'obra dura uns quaranta minuts.

## Argument
Apol·lo, mata el drac Pitó i allibera Grècia de la tirania. La proesa li deixa en un estat d'ànim arrogant; braveja que ni l'arc de Cupido pot equiparar-se al seu propi arc; no obstant, la seva actitud queda alterada quan veu a la bella Dafne. Apol·lo s'enamora a l'instant i desplega tot el seu encant intentant aconseguir els favors de Dafne. Naturalment, ella desconfia i rebutja les seves proposicions, tot afirmant que ella preferiria morir abans que perdre el seu honor. Apol·lo insisteix amb més força, i l'aferra físicament. Quan tot sembla perdut, Dafne aconsegueix alliberar-se de la seva abraçada transformant-se en un llorer. Demostrant una gran pena, Apol·lo afirma que les seves llàgrimes regaran les seves fulles verdes i que les seves branques triomfals s'usaran per coronar als grans herois.

## Estructura i text
| Núm. | Tipus     | Veu            | Compàs | Tonalitat | Text | Traducció |
| ---- | --------- | -------------- | ------ | --------- | --- | --- |
| 1    | Obertura  |                |        |           | | |
| 2    | Recitatiu | Apollo         |        | Si♭ major | La terra è liberata! La Grecia è vendicata! Apollo ha vinto! Dopo tanti terrori e tante stragi Che desolaro e spopolaro i regni Giace Piton, per la mia mano estinto. Apollo ha trionfato. Apollo ha vinto! | La terra està lliure! Grècia ha estat venjada. Apol·lo ha vençut. Després de tants terrors i tants estralls Quina desolació i despoblació dels regnes Jeu Pitó, eliminada per la meva mà. Apol·lo ha triomfat. Apol·lo ha vençut! |
| 3    | Ària      | Apollo         | 3/8    | Si♭ major | Pende il ben dell'universo Da quest’arco salutar. Di mie lodi il suol rimbombe Ed appresti l'ecatombe Al mio braccio tutelar                                                                                | Penja el bé de l'univers D'aquest arc salvador. El sòl ressona amb les meves lloances I es prepara l'hecatombe. Sota el meu braç protector                                                                                        |
| 4    | Recitatiu | Apollo         | 4/4    |           | Ch’il superbetto Amore Delle saette mie ceda a la forza; Ch’omai più non si vanti Della punta fatal d'aurato strale. Un sol Piton più vale Che mille accesi e saettati amanti.                              | Que el superb Amor Cedeixi a la força de les meves fletxes; Que mai més es vanagloriï De la punta fatal de l'orada falç. Una sola Pitó val més Que mil ardents i assagetats amants.                                               |
| 5    | Ària      | Apollo         | 4/4    | Re major  | Spezza l'arco e getta l'armi, Dio dell'ozio e del piacer. Come mai puoi tu piagarmi, Nume ignudo e cieco arcier?                                                                                            | Tira l'arc i llença les armes Déu de l'oci i del plaer. Mai podràs tu danyar-me numen gandul i arquer cec? |
| 6    | Ària      | Daphne         | 12/8   | Sol major | Felicissima quest’alma Ch’ama sol la libertà. Non v’è pace, non v’è calma Per chi sciolto il cor non ha. | Molt feliç aquesta ànima Que estima només la llibertat. No hi ha pau, no hi ha calma per a qui no té el cor lliure. |
| 7    | Recitatiu | Apollo         | 4/4    |           | Che voce. Che beltà! Questo suon, questa vista il cor trapassa. Ninfa! | Quina veu, quina bellesa! Aquest so, aquesta vista traspassa el cor. ¡Nimfa! |
| 7    | Recitatiu | Daphne         |        |           | Che veggo, ahi lassa? E chi sarà costui, chi mi sorprese? | Què veig? Ah! Qui és aquest que m'ha sorprès? |
| 7    | Recitatiu | Apollo         |        |           | Io son un dio, ch’il tuo Bel volto accese. | Jo sóc un déu, A qui el teu bell rostre ha enardit |
| 7    | Recitatiu | Daphne         |        |           | Non conosco altri dei tra queste selve Che la sola Diana: Non t’accostar divinità profana. | No conec altres déus en aquests boscos Sinó únicament a Diana: No t'acostis, divinitat profana. |
| 7    | Recitatiu | Apollo         |        |           | Di Cintia io son fratel; S'ami la suora, Abbi, o bella, pietà di chi t’adora. | D'Àrtemis sóc germà; Si estimes a la meva germana, tingues, oh bella, pietat de qui t'adora. |
| 8    | Ària      | Daphne         | 4/4    | Re menor  | Ardi, adori, e preghi in vano: Solo a Cintia io son fedel. Alle fiamme del germano Cintia vuoi ch’io sia crudel.                                                                                            | T'inflames, adores, i supliques en va: Només a Cintia sóc fidel. Amb les flames del germà Cintia voldria que jo fos cruel |
| 9    | Recitatiu | Apollo         | 4/4    |           | Che crudel! | Què cruel! |
| 9    | Recitatiu | Daphne         |        |           | Ch’importuno! | Què inoportú! |
| 9    | Recitatiu | Apollo         |        |           | Cerco il fin di miei mali. | Cerco la fi dels meus mals |
| 9    | Recitatiu | Daphne         |        |           | Ed io lo scampo. | I jo ho evito |
| 9    | Recitatiu | Apollo         |        |           | Io mi struggo d'amor. | Em consumeixo d'amor |
| 9    | Recitatiu | Daphne         |        |           | Io d'ira avvampo. | Jo cremo d'ira |
| 10   | Duet      | Apollo, Daphne | 12/8   | Fa major  | Una guerra ho dentro il seno Che soffrir più non si può. | Una guerra tinc dins del meu pit Que suportar per més temps no puc |
| 10   | Duet      | Apollo         |        |           | Ardo, gelo. | Em cremo, em gelo |
| 10   | Duet      | Daphne         |        |           | Temo, peno; | Tinc por, peno; |
| 10   | Duet      | Apollo, Daphne |        |           | All'ardor non metti freno Pace aver mai non potrò. | A l'ardor no hi posis fre Tenir pau mai podré |
| 11   | Recitatiu | Apollo         | 4/4    |           | Placati al fin, o cara. La beltà che m’infiamma Sempre non fiorirà; ciò che natura Di più vago formò passa, e non dura.                                                                                     | Com la rosa amb la seva espina Ràpid ve i ràpid se'n va: Igual amb una sobtada fugida, Passa la flor de la bellesa. |
| 12   | Ària      | Apollo         | 4/4    | La major  | Come rosa in su la spina Presto viene e presto va: Tal con fuga repentina, Passa il fior della beltà. | Com la rosa amb la seva espina Ràpid ve i ràpid es va: Amb una fuga sobtada, Passa la flor de la bellesa. |
| 13   | Recitatiu | Daphne         | 4/4    | Re menor  | Ah, ch’un Dio non dovrebbe Altro amore seguir ch’oggetti eterni: Perirà, finirà caduca polve Che grata a te mi rende, Ma non già la virtù che mi difende.                                                   | Ah!, un déu no hauria De seguir un altre amor que els objectes eterns: Morirà, acabarà el fugaç pols Que em fa a tu agradable, Però ja no la virtut que em defensa.                                                               |
| 14   | Ària      | Daphne         | 12/8   | Sol menor | Come in ciel benigna stella Di Nettun placa il furor, Tal in alma onesta e bella La ragion frena l'amor. | En el cel, la benigna estrella de Neptú aplaca el furor, Igual en una alma honesta i bella La raó frena l'amor. |
| 15   | Recitatiu | Apollo         | 4/4    |           | ¡Odia mi razón! | Odia la meva raó! |
| 15   | Recitatiu | Daphne         |        |           | Sorda son io? | És que sóc sorda? |
| 15   | Recitatiu | Apollo         |        |           | Orsa e tigre tu sei! | Osa i tigre ets! |
| 15   | Recitatiu | Daphne         |        |           | Tu non sei dio! | Tu no ets un déu! |
| 15   | Recitatiu | Apollo         |        |           | Cedi all'amor, o proverai la forza. | Cedeix a l'amor, o provaràs la meva força |
| 15   | Recitatiu | Daphne         |        |           | Nel sangue mio questa tua fiamma amorza. | En la meva sang la teva flama s'apaga |
| 16   | Duet      | Apollo         | 3/4    | Mi menor  | Deh, lascia addolcire quell'aspro rigor, | Ah!, deixa endolcir aquest aspre rigor, |
| 16   | Duet      | Daphne         |        |           | Piuttosto morire che perder l'onor. | Abans morir que perdre l'honor. |
| 16   | Duet      | Apollo         |        |           | Deh, cessino l'ire, o dolce mio cor. | Ah!, que cessin les teves ires, o dolça del meu cor. |
| 16   | Duet      | Daphne         |        |           | Piuttosto morire che perder l'onor. | Abans morir que perdre l'honor. |
| 17   | Recitatiu | Apollo         | 4/4    |           | Sempre t’adorerò! | Sempre t'adoraré! |
| 17   | Recitatiu | Daphne         |        |           | Sempre t’aborrirò! | Sempre t'avorriré! |
| 17   | Recitatiu | Apollo         |        |           | Tu non mi fuggirai! | No t'escaparàs de mi! |
| 17   | Recitatiu | Daphne         |        |           | Si, che ti fuggirò’. | Sí que et defugiré. |
| 17   | Recitatiu | Apollo         |        |           | Ti seguirò, correrò, Volerò sui passi tuoi: Più veloce del sole esser non puoi. | Et seguiré, correré, Volaré darrere els teus passos: més veloç que el sol no pots ser. |
| 18   | Ària      | Apollo         | 4/4    | Si♭ major | Mie piante correte; Mie braccia stringete L'ingrata beltà. La tocco, la cingo, La prendo, la stringo La ma, qual novità? Che vidi? Che mirai? Cieli! Destino! che sarai mai!                                | Peus meus, correu: Braços meus abraceu la ingrata bella la toco, la cenyeixo la agafo, la estrenyo Però què passa? Què veig? Què mireu? ¡Cels! ¡Destí! Què passarà?                                                               |
| 19   | Recitatiu | Apollo         |        |           | Dafne, dove sei tu? Che non ti trovo. Qual miracolo nuovo Ti rapisce, ti cangia e ti nasconde? Che non t’offenda mai del ‘verno il gelo Ne il folgore dal cielo Tocchi la sacra e gloriosa fronde.          | Dafne, on ets? Que no et trobo. Quin nou miracle et pren, et transforma i t'amaga? Que no et faci mal el gel de l'hivern Ni el raig del cel toqui la teva sagrada i gloriós fullatge.                                             |
| 20   | Ària      | Apollo         | 3/4    | Sol menor | Cara pianta, co’ miei pianti il tuo verde irrigherò; De’ tuoi rami trionfanti Sommi eroi coronerò. Se non posso averti in seno, Dafne, almeno Sovra il crin ti porterò.                                     | Planta estimada, amb els meus plors la teva verdor regaré; amb els teus rams triomfants grans herois coronaré. Si no puc tenir-te en el meu si, Dafne, almenys, Sobre el meu cap et portaré.                                      |